# Люиндама Некадио, Кристиан
Кристиан Люиндама Некадио (фр. Christian Luyindama Nekadio; род. 8 января 1994, Киншаса, ДР Конго) — конголезский футболист, защитник. Выступал за сборную ДР Конго.

## Клубная карьера
Люиндама — воспитанник клубов «Мотема Пембе» и «Санга Беленге». В 2014 году Кристиан подписал свой первый профессиональный контракт с «ТП Мазембе». Люиндама дважды помог команде выиграть чемпионат, а также завоевать Кубок чемпионов КАФ. В 2017 году Кристиан на правах аренды перешёл в льежский «Стандард». За основной состав он дебютировал в матчах плей-офф чемпионата за право участвовать в еврокубках. Летом клуб выкупил трансфер игрока. 10 сентября в матче против «Шарлеруа» он дебютировал в Жюпиле Лиге. 28 января 2018 года в поединке против «Андерлехта» Кристиан сделал «дубль», забив свои первые голы за «Стандард». В том же году он помог клубу завоевать Кубок Бельгии.
В начале 2019 года Люиндама перешёл в турецкий «Галатасарай». 2 февраля в матче против «Аланьяспора» он дебютировал в турецкой Суперлиге. По итогам сезона Кристиан помог выиграть чемпионат и завоевать Кубок Турции.

## Международная карьера
5 июня 2017 года в товарищеском матче против сборной Ботсваны Люиндама дебютировал за сборную ДР Конго.
В 2019 году Люиндама принял участие в Кубке африканских наций в Египте. На турнире он принял участие в матчах против сборных Египта, Зимбабве и Уганды.

## Достижения
«ТП Мазембе»
- Чемпион ДР Конго: 2013/14, 2015/16
- Победитель Лиги чемпионов КАФ: 2015

«Стандард»
- Обладатель Кубка Бельгии: 2017/18

«Галатасарай»
- Чемпион Турции: 2018/19
- Обладатель Кубка Турции: 2018/19
- Обладатель Суперкубка Турции: 2019